# Lærdalský tunel
Lærdalský tunel (v norštině Lærdalstunnelen) je silniční tunel dlouhý 24,5 km spojující města Lærdal a Aurland v kraji Sogn a Fjordane, Norsko, cca 220 km severozápadně od Osla. Tunel je součástí silničního tahu E16, který je severní spojnicí mezi Oslem a Bergenem.

## Lokalita
Obě města, která jsou tunelem spojena, leží na menších ramenech velkého Sognefjordu, Lærdalsfjordu a Aurlandsfjordu. Tunel nahrazuje původní silnici, vedoucí přes hřebeny hor mezi oběma městy a procházející kolem vrcholu Blåskavlen (1809 m n. m.).

## Popis tunelu
Z pohledu doby ražby tunelu patří tento k mladším tunelům v Norsku. Stavba tunelu byla zahájena 15. března 1995. Z toho vyplývá i použití moderních technologií a postupů při ražbě.
Směrem od Aurlandu má tunel stoupání 2,1 % v délce téměř 12 km, střední část v délce cca 6 km má sklon 0,7 % směrem k Lærdalu, část u Lærdalu v délce cca 6 km má sklon 2,7 %. Sklon tunelu má význam v tom, že přirozeným způsobem zajišťuje odvod prosakující vody.
Ražba tunelu byla dokončena 13. září 1999 a po dokončovacích pracích byl tunel dne 27. listopadu 2000 oficiálně uveden do provozu, stavební délka tunelu je 24,5 km. Odvětrání tunelu je řešeno pomocí nucené ventilace.
Konstrukce tunelu bere v úvahu stresovou zátěž, jíž jsou vystavováni řidiči jedoucí dlouhými tunely. Jedná se o následující faktory: jízda stísněným prostorem a nedostatek přirozeného osvětlení. Z tohoto důvodu je tubus tunelu rozdělen na čtyři části třemi příčnými tunely. Příčné tunely narušují jednotvárnost hlavního tubusu. „Tunelové kapsy“, tj. rozšíření prostoru v tunelu na 30 m poskytují rozptýlení a umožňují řidičům odpočinek. Tato místa jsou záměrně přesvětlena tak, aby mohl organismus opticky-světelně relaxovat. Osvětlení je barevně řešeno, aby modré nasvícení stropu připomínalo oblohu. Technické řešení tunelu zajišťuje přenos signálu GSM a rádiových stanic NRK P1 a P4.
Ačkoliv výstavba tunelu byla nákladná, neplatí se zde mýtné. Důvodem je celková úspora následných nákladů, které by musely být vynaloženy na údržbu 56 km dlouhé horské silnice hlavně v zimních měsících a řešení častých dopravních nehod způsobených na této staré a úzké silnici plné stoupání a serpentin. Spotřeba paliva je při průjezdu tunelem mnohem nižší a úspora času více než dvojnásobná.

## Srovnání
Železniční tunely jako Seikanský tunel v Japonsku a Eurotunel mezi Anglií a Francií přesahují 50 kilometrů. Mezi silničními tunely drží Lærdalský tunel prvenství, je nejdelším silničním tunelem světa.

Tubus tunelu s odpočívadlem